# Francesco Maria Locatelli
Francesco Maria Locatelli (ur. 22 lutego 1727 w Cesenie, zm. 13 lutego 1811 w Spoleto) – włoski duchowny katolicki, kardynał, biskup Spoleto.
Święcenia kapłańskie przyjął 18 marca 1752. 1 czerwca 1772 został wybrany biskupem Spoleto, którym pozostał już do śmierci. Sakrę otrzymał 8 czerwca 1772 z rąk kardynała Lazzaro Opizio Pallavicino (współkonsekratorami byli arcybiskupi Francesco Carafa i Francesco Saverio de Zelada). 23 lutego 1801 Pius VII kreował go kardynałem in pectore. Nominacja została ogłoszona 17 stycznia 1803.